# John Wooden
John Robert Wooden (Hall, Indiana, 14 de octubre de 1910-Los Ángeles, 4 de junio de 2010) fue un entrenador de baloncesto estadounidense considerado el mejor entrenador de la historia de la NCAA, gracias a los 10 campeonatos conseguidos con su equipo de toda la vida, los UCLA Bruins, entre 1964 y 1975. Es miembro del Basketball Hall of Fame como jugador (1961) y como entrenador (1973), algo que solamente han logrado además de él Lenny Wilkens, Bill Sharman, Tom Heinsohn y Bill Russell.

## Trayectoria deportiva

### High school y universidad
Siendo estudiante de instituto en el Martinsville High School, llevó a su equipo a las finales estatales durante 3 años consecutivos, ganando el torneo en 1927. en esas tres temporadas fue incluido en el mejor quinteto del estado. Después de graduarse, pasó a la Universidad de Purdue, donde fue nombrado en 3 ocasiones All-American, y ganó el título de la NCAA en 1932. En esa época se le conocía como "The Indiana Rubber Man" (el hombre de caucho de Indiana). Se graduó en 1932 en Lengua Inglesa, haciendo posteriormente un Master en la Universidad de Indiana State, donde posteriormente fue director deportivo entre 1946 y 1948.
Después de la universidad, jugó profesionalmente con los Indianapolis Kautskys (posteriormente denominados Indianapolis Jets) y en otros dos equipos semiprofesionales de Indiana, mientras daba clases y entrenaba en high school. Durante 46 partidos consiguió una racha de 134 tiros libres consecutivos. Fue elegido en el mejor quinteto de la NBL en la temporada 1937-38. En 1942 se alistó en la Armada de los Estados Unidos llegando a ser teniente durante la Segunda Guerra Mundial.

### Carrera como entrenador

#### High school
Wooden entrenó durante 2 años en el Instituto Dayton de Kentucky. su primer año allí fue el único en toda su carrera que presentó un balance victorias-derrotas negativo (6-11). Posteriormente regresó a Indiana enseñando inglés y entrenando al South Bend Hig School, hasta que entró en las Fuerzas Armadas. Su balance total en instituto fue de 218 victorias por 42 derrotas.

#### Universidad

##### Indiana State
Terminada la guerra, entrenó a la Universidad de Indiana State desde 1946 a 1948, a la vez que realizaba funciones de director deportivo del centro. En 1947 se proclamaron campeones de conferencia, recibiendo una invitación para el torneo de la NAIA, la cual rechazó debido a la política de no admitir jugadores afroamericanos. Al año siguiente esa norma cambió, consiguiendo llegar a la final, que perdió ante Louisville. Su único jugador de color, Clarence Walker, llegó a ser esa temporada el primer afroamericano en jugar un torneo de postemporada.
El 3 de febrero de 1984 Wooden fue elegido para el Salón de la Fama de Indiana State.

##### UCLA

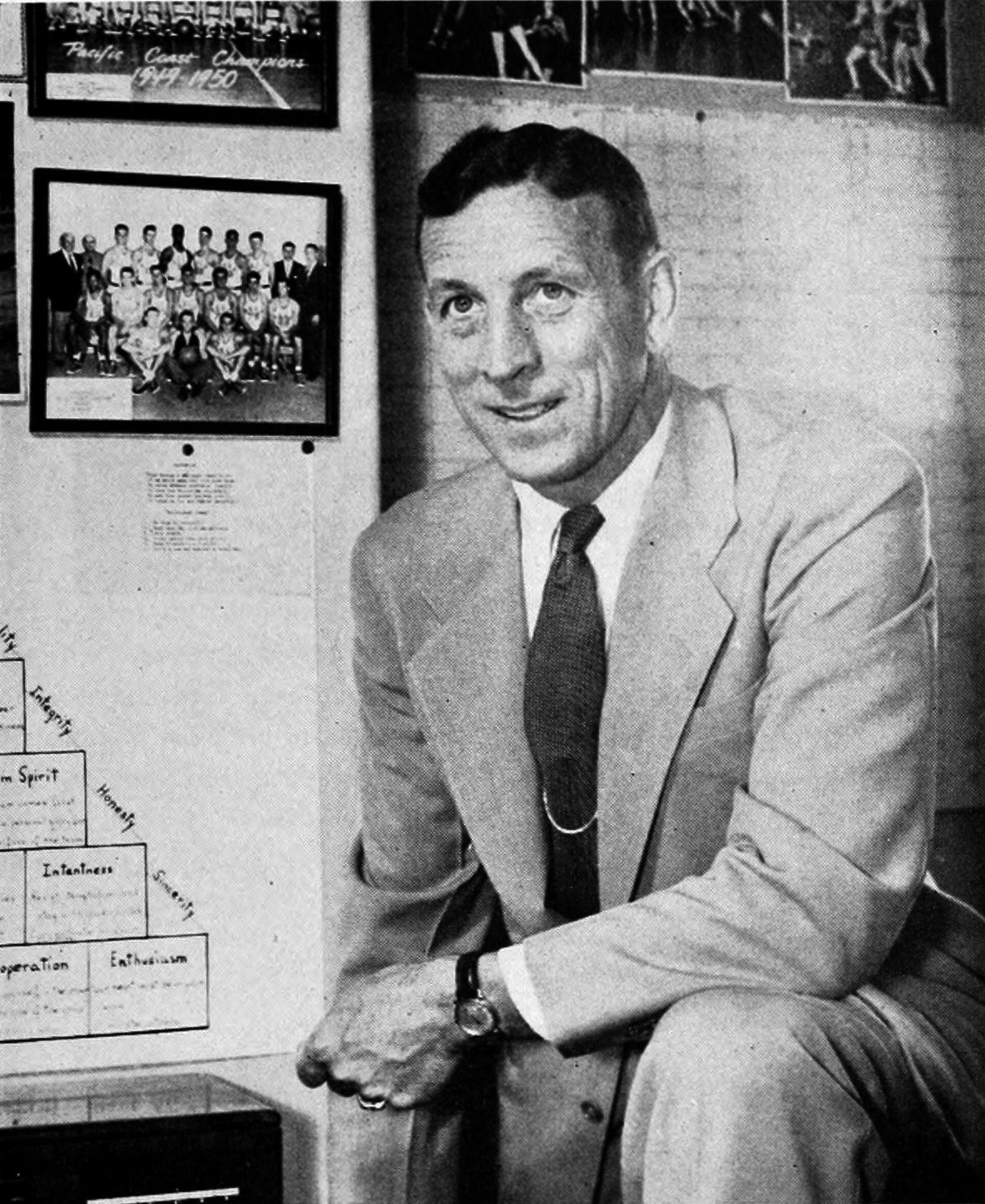
Wooden, en 1960.

UCLA fue la segunda opción que tuvo para seguir entrenando en 1948, tras rechazar una oferta de la Universidad de Minnesota, debido a las inclemencias del tiempo en aquella zona. Durante su estancia en Los Ángeles, Wooden llegó a ser conocido como el "Mago de Westwood", ganándose esa fama tras lograr 665 victorias en sus 27 temporadas al frente del equipo, además de 10 títulos en sus últimas 12 temporadas, 7 de ellos consecutivos, entre 1967 y 1973. Sus equipos tienen también el récord de 88 victorias consecutivas, 4 temporadas perfectas (30 victorias, 0 derrotas) y 38 partidos ganados consecutivamente en la fase final de la NCAA.
Entrenaría su último partido en su cancha el 1 de marzo de 1975 ante la Universidad de Stanford, a la que ganaron 93-59, 4 semanas antes de que anunciara por sorpresa su retirada, justo después de vencer en semifinales de la NCAA a Louisville y antes de su décimo título tras derrotar a Kentucky.

## Los Campeonatos de Wooden
| Año  | Balance | Finalista      | Marcador | Notas |
| ---- | ------- | -------------- | -------- | --- |
| 1964 | 30-0    | Duke           | 98-83    | John Wooden gana su primer título en 17 temporadas en UCLA. |
| 1965 | 28-2    | Michigan       | 91-80    | UCLA es una de las pocas universidades en conseguir dos títulos consecutivos. El All-American Gail Goodrich era su jugador más destacado, ganando a Michigan y al gran Cazzie Russell. |
| 1967 | 30-0    | Dayton         | 79-64    | El comienzo de la era Lew Alcindor (Kareem Abdul-Jabbar). Dayton, que no había sido elegida el clasificación final, no fue rival. |
| 1968 | 29-1    | North Carolina | 78-55    | La racha de 47 victorias consecutivas terminó en enero al perder ante Houston en el que fue considerado "el partido del siglo". La venganza llegaría en semifinales, ganándoles 101-69. UCLA se convirtió en la única universidad en ganar dos títulos consecutivos en dos ocasiones diferentes. |
| 1969 | 29-1    | Purdue         | 92-72    | UCLA se convirtió en la única universidad en ganar 3 títulos consecutivos, y Wooden el único en ganar 5 torneos. |
| 1970 | 28-2    | Jacksonville   | 80-69    | Tras la graduación de Alcindor (Abdul-Jabbar), UCLA ganó de nuevo; cuarto título consecutivo. Sidney Wicks no dejó brillar a Artis Gilmore en la final. |
| 1971 | 29-1    | Villanova      | 68-62    | Quinto título consecutivo. |
| 1972 | 30-0    | Florida State  | 81-76    | Comienza la era de Bill Walton. Sexto título consecutivo. |
| 1973 | 30-0    | Memphis State  | 87-66    | Séptimo título consecutivo. Primera vez que una universidad repite dos temporadas invicto. Bill Walton anotó 21 de 22 lanzamientos, consiguiendo 44 puntos en la final. |
| 1975 | 28-3    | Kentucky       | 92-85    | Último título de Wooden, que había anunciado su retirada antes de la final. |

## Fallecimiento
UCLA dijo que Wooden murió el viernes 4 de junio de 2010 a sus 99 años, por causas naturales, en el Ronald Reagan UCLA Medical Center, donde permanecía internado desde el 26 de mayo anterior.
Sus hijos, Jim Wooden y Nancy Muehlhausen, realizaron una breve declaración después de que trascendiera la noticia de su deceso.  "Él ha sido, y será por siempre, la luz de guía para nuestra familia.  El amor, guía y apoyo que nos ha brindado no serán olvidados. Nuestro espíritu está en paz al saber que él se ha ido con nuestra madre, a quien continuó amando y apreciando".